# Melolontha furcicauda
Melolontha furcicauda är en skalbaggsart som beskrevs av César Marie Félix Ancey 1881. Melolontha furcicauda ingår i släktet Melolontha och familjen Melolonthidae. Inga underarter finns listade i Catalogue of Life.